# Solpugema
Genre
Solpugema est un genre de solifuges de la famille des Solpugidae.

## Distribution
Les espèces de ce genre se rencontrent en Afrique australe.

## Liste des espèces
Selon Solifuges of the World (version 1.0) :
- Solpugema aethiops Lawrence, 1967
- Solpugema brachyceras (Lawrence, 1931)
- Solpugema broadleyi Lawrence, 1965
- Solpugema calycicornis (Lawrence, 1929)
- Solpugema coquinae (Hewitt, 1914)
- Solpugema cycloceras (Lawrence, 1931)
- Solpugema derbiana (Pocock, 1895)
- Solpugema erythronota (Kraepelin, 1900)
- Solpugema erythronotoides (Hewitt, 1919)
- Solpugema fissicornis Lawrence, 1968
- Solpugema genucornis (Lawrence, 1935)
- Solpugema hamata (Hewitt, 1914)
- Solpugema hiatidens Lawrence, 1960
- Solpugema hostilis (White, 1846)
- Solpugema intermedia (Lawrence, 1929)
- Solpugema junodi (Purcell, 1903)
- Solpugema krugeri Lawrence, 1964
- Solpugema lateralis (C.L. Koch, 1842)
- Solpugema maraisi (Hewitt, 1913)
- Solpugema marshalli (Pocock, 1895)
- Solpugema montana (Lawrence, 1929)
- Solpugema phylloceras (Lawrence, 1929)
- Solpugema scopulata (Karsch, 1880)
- Solpugema spectralis (Purcell, 1899)
- Solpugema stiloceras (Lawrence, 1929)
- Solpugema tookei (Hewitt, 1919)
- Solpugema tubicen (Kraepelin, 1912)
- Solpugema vincta (C.L. Koch, 1842)
- Solpugema whartoni Harvey, 2002

## Publication originale
- Roewer, 1933 : Solifuga, Palpigrada. Dr. H.G. Bronn's Klassen und Ordnungen des Thier-Reichs, wissenschaftlich dargestellt in Wort und Bild. Akademische Verlagsgesellschaft M. B. H., Leipzig. Fünfter Band: Arthropoda; IV. Abeitlung: Arachnoidea und kleinere ihnen nahegestellte Arthropodengruppen, vol. 2/3, p. 161–480 (texte intégral).